# Richard Lugo (cestista)
Richard José Lugo (Calabozo, 7 maggio 1973) è un ex cestista venezuelano.

## Carriera
Con il Venezuela ha disputato due edizioni dei Campionati mondiali (2002, 2006).